# Almas (dinosauriër)

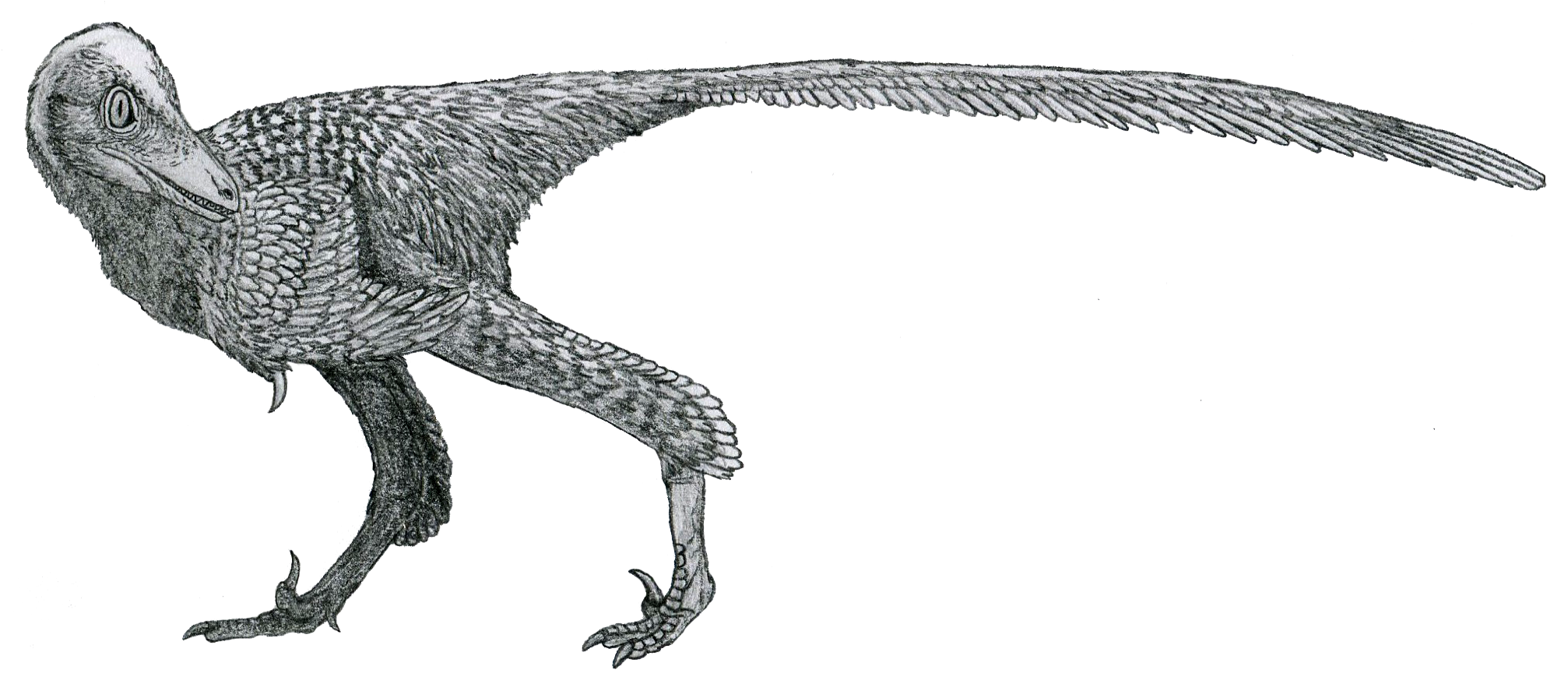
Almas ukhaa

Almas ukhaa is een theropode dinosauriër, behorend tot de Maniraptora, die tijdens het late Krijt leefde in het gebied van het huidige Mongolië.

## Vondst en naamgeving
In 1993 vond een expeditie van het American Museum of Natural History en de Mongoolse Academie van Wetenschappen bij Oechaa Tolgod, de Flaming Cliffs, een skelet van een kleine theropode. Het werd geprepareerd door Amy Davidson. Het werd in de jaren daarop wel meegenomen in sommige fylogenetische analyses maar niet officieel beschreven. Geleidelijk werd duidelijk dat het om een nog onbekende soort ging.
In 2017 werd de typesoort Almas ukhaa benoemd en beschreven door Pei Rui, Mark Norell, Daniel Barta, Gabriel Bever, Michael Pittman en Xu Xing. De geslachtsnaam is die van de almas, een wildeman uit de Mongoolse folklore. De soortaanduiding verwijst naar de herkomst in een Engelse transcriptie.
Het holotype, IGM 100/1323, is gevonden in een laag van de Djadochtaformatie die dateert uit het late Campanien. Het bestaat uit een gedeeltelijk skelet met schedel. De meer volledige schedel is in een ander brok steen bewaardgebleven dan het postcraniaal skelet maar werden toch geacht aan één individu te hebben toebehoort. Van de schedel zijn stukken van het schedeldak los gevonden en ook de onderkaken liggen los. Het postcraniaal skelet bestaat uit drie sacrale wervels, elf voorste staartwervels, buikribben, delen van het bekken en delen van beide achterpoten, de laatste zonder tenen. Het gaat om een niet volgroeid dier. Sommige kenmerken, zoals de grote oogkas en korte snuit, wijzen erop dat het een jong dier zou kunnen betreffen. De beschrijvers gingen er echter van uit dat het de maximale grootte aardig benaderd had. Dat is een belangrijk gegeven want anders is de kans groot dat Almas slechts het jong was van een al bekende soort. In de formatie wordt ook de troödontide Gobivenator aangetroffen. Vlak bij het skelet zijn eierschalen gevonden van het type Prismatoolithidae. Zulke eieren zijn eerder aan troödontiden toegewezen.

## Beschrijving

### Grootte en onderscheidende kenmerken
Het holotype van Almas is een van de kleinste bekende troödontiden. Het is slechts een kleine meter lang. De volwassen grootte is echter onbekend.
De beschrijvers wisten een unieke combinatie van op zich niet unieke kenmerken vast te stellen. De achterste vleugel van het pterygoïde is naar achteren gekromd. Het voorste deel van het dentarium van de onderkaak heeft geen horizontale groeve op de buitenste zijkant. Bij het zitbeen heeft de voorrand van de processus obturatorius een opvallend stekelvormig uitsteeksel op ongeveer een derde van de schachtlengte van de onderkant gemeten. De derde chevron is bijna driemaal zolang als zijn overeenkomende staartwervel.

### Skelet

#### Schedel
De schedel heeft een lengte van zo'n acht centimeter. Hij heeft een vrij basale bouw zoals oorspronkelijk voor de Paraves: relatief kort met een hoog achtereinde en een spitse snuit in zijaanzicht. De snuit maakt maar 61% van de schedellengte uit wat weinig is voor een troödontide. De snuitpunt is wigvormig. Het neusgat is lang en liggend, boven een laag hoofdlichaam en onder een dunne opgaande tak die naar achteren langzaam meer horizontaal kromt, anders dan bij basale vogels waar die tak recht is. De praemaxilla draagt vier tanden met het gebruikelijke lansvormige profiel. Bij het bovenkaaksbeen is de voorste tak lager dan het hoofdlichaam, een afgeleid kenmerk. Het hoofdlichaam heeft opvallende groeven zoals bij Byronosaurus. De opgaande tak heeft een brede richel op de buitenkant, even hoog als de fenestra maxillaris, een afgeleid kenmerk. De fenestra promaxillaris is niet van bezijden zichtbaar en de voorrand van de fenestra antorbitalis ligt achter het neusgat, beide afgeleide kenmerken. De fenestra maxillaris ligt achter de voorrand van de uitholling rond de fenestra antorbitalis en heeft de vorm van een halve schijf met een rechte onderrand, een zeldzame bouw: bij basale verwanten is deze opening typisch rond en bij afgeleide verwanten langwerpig. De fenestra maxillaris is ook veel kleiner dan de fenestra antorbitalis met maar een tiende van de oppervlakte daarvan, een afgeleid kenmerk. De fenestra antorbitalis heeft een rechthoekig profiel met een wat lagere voorrand. De fenestra maxillaris wordt gescheiden van de fenestra antorbitalis door een naar voren hellende beenbalk die ingesprongen is, anders dan bij Byronosaurus. Deze balk wordt doorboord door een verbindend kanaal.
Het bovenkaaksbeen draagt minstens zestien en naar schatting zeventien tanden. De tanden hebben geen kartelingen, een basaal kenmerk. De tandrij beslaat slechts het voorste driekwart van het bovenkaaksbeen, een afgeleid kenmerk.
Het neusbeen heeft aan de buitenste voorrand en reeks openingen. De achterste W-vormige beennaad met het voorhoofdsbeen strekt zich verf van voor naar achter uit als bij Zanabazar. Het voorhoofdsbeen is ongeveer even lang als het neusbeen, een basaal kenmerk. Een uitholling beneden en achter de richel die de grens vormt met het bovenste slaapvenster maakt daar meteen de voorste beenwand van uit, net als bij de Dromaeosauridae. Op de onderkant staat de crista calvarii frontalis vrijwel haaks op het schedeldak zodat een groeve ontstaat tussen die richel en de bovenrand van de oogkas net als bij Microraptor. Bij het T-vormige traanbeen is de voorste tak langer maar minder dan tweemaal zo lang als de achterste tak, in overeenstemming met de zeer korte snuit. Bij meer basale vormen zijn de takken even lang. In de voorste hoek van het traanbeen ligt een grote pneumatische uitholling, een verschil met Gobivenator, de troödontide uit dezelfde formatie. De meeste troödontiden, waaronder Gobivenator, hebben ook een pneumatische uitholling in de achterste hoek; die ligt bij Almas hoger, op het kruispunt van neergaande en achterste tak. Anders dan bij Gobivenator staat de neergaande tak haaks op de kaakrand in plaats van naar voren gebogen te zijn. De oogkas is relatief groot en vermoedelijk rond, als bij een jong dier. De plaatjes van de scleraalring van het oog zijn ook relatief groot. Het jukbeen is licht en slank in plaats van plaatvormig, een basaal kenmerk. De tak onder de oogkas is even laag als de achterste tak van het bovenkaaksbeen en vooraan gevorkt, net als bij Gobivenator. Een verschil met die soort is dat het achterste deel van die tak een horizontale groeve op de zijkant heeft. De opgaande tak heeft een korte ondiepe groeve achter de rand van de oogkas lopen, net als bij Gobivenator. Het driestralige postorbitale heeft een in zijaanzicht smalle neergaande tak terwijl die bij Gobivenator breed is. De tak is aan de voorrand glad, zonder de bult die Zanabazar kenmerkt. Een overeenkomst met die soort is dat de achterste tak naar beneden gekromd is. Het quadratojugale lijkt, zoals bij Gobivenator in hoogte gereduceerd en zal dan het squamosum niet geraakt hebben. Het quadratum heeft onderaan de voorrand een inkeping. Het achtervlak is diep uitgehold. Het squamosum heeft een grote en hoge driehoekige insparing met opstaande zijranden in de buitenste zijkant zodat een schelpachtige structuur ontstaat, een afgeleid kenmerk dat wat het driehoekige profiel betreft alleen gedeeld wordt met Gobivenator. De wandbeenderen hebben een U-vormige voorrand waar ze de voorhoofdsbeenderen raken, in tegenstelling tot de W-vormige beennaad bij Gobivenator.
In het achterhoofd zijn veel botten niet vergroeid, een teken van een jeugdige leeftijd. Het centrale supraocciptale is breed en plaatvormig. De processus paroccipitalis steekt naar achteren en bezijden uit; bij Gobivenator is het recht zijwaarts uitstekend. Wat beide soorten wel delen, is een opwaartse kromming van het uitsteeksel. Het achterhoofd loopt verticaal, getuige de positie van de tubera basilaria. De zone van het middenoor wijkt subtiel af van die van andere troödontiden. De recessus tympanicus dorsalis wordt niet doorboord. De uitgang voor de vijfde hersenzenuw is relatief groot. De crista otisphenoidalis is goed ontwikkeld, een afgeleid kenmerk. Het proöticum heeft een grote zijdelingse pneumatische uitholling. De zevende hersenzenuw heeft de uitgang schuin achter en boven deze depressie in plaats van erin. De recessus tympanicus anterior maakt een groot deel van de uitholling uit in plaats van ervoor te liggen. In deze diepere uitholling bevindt zich in de achterste benedenhoek een nog diepere fossa en de recessus wordt ook doorboord door een foramen. De fossa vestibulocochlearis wordt doorboord door twee foramina, takken van de achtste hersenzenuw; de onderste opening is de grootste. Aan de onderste hersenpan is de processus basipterygoideus pneumatisch uitgehold, een afgeleid kenmerk. Het dolkvormig uitsteeksel aan de voorste hersenpan is groot, hoog en horizontaal. Meer naar onderen heeft het parasfenoïde de troödontiden typerende pneumatische zwelling, de bulla. Deze heeft bij Almas geen inzinking op de buitenste zijkant. Wel is er bovenop een lengtegroeve achterin uitlopend in een relatief korte en zwak ontwikkelde fossa hypophysealis.
Alleen het achterste deel van het verhemelte is bekend met pterygoïde en ectopterygoïde. Het achterdeel van het pterygoïde is slank terwijl het bij Gobivenator breed is. De beenplaat ervan is naar achteren gebogen, anders dan bij Gobivenator.

#### Onderkaken
De onderkaken zijn vooraan vrij recht, een basaal kenmerk; bij meer afgeleide vormen zijn ze wat naar binnen gebogen op hun raakpunt. Het dentarium mist althans vooraan een horizontale groeve op de buitenste zijkant. Het dentarium draagt minstens drieëntwintig tanden. De dentaire tanden lijken op de maxillaire tanden. Ze zijn licht gekromd en hebben een insnoering boven de basis. De driehoekige punt van de uitholling van het onderste kaakgewricht steekt wat uit naar de buitenste zijkant, op de bovenrand van het surangulare. Het enkelvoudige foramen surangulare is een liggende ovaal.

#### Postcrania
De sacrale wervels zijn niet versmolten, een teken van een jonge leeftijd. De achterste sacrale wervel, mogelijk de vijfde, is smaller dan de middelste sacrale wervels , net als bij Zanabazar en Sinovenator.
Bij de staartwervels begint de verlenging bij de negende, die plots anderhalfmaal zo lang is als de voorgaande. De doornuitsteeksels van de eerste vijf wervels zijn relatief lang, tweemaal zo hoog als hun wervellichamen. Daarna worden ze snel korter. Hun voorste gewrichtsuitsteeksels overlappen een derde van de lengte van het centrum van de voorgaande wervel. Bij de zesde tot en met tiende wervel is dat een kwart, een relatief lage verhouding. Van de zesde wervel af zijn de zijuitsteeksels niet meer dan richel op de centra. De wervelbogen zijn met de centra vergroeid, een teken dat het dier zijn maximale grootte begon te benaderen.
De voorste drie chevrons zijn verticaal langwerpig. Van de chevrons is de derde het langst, driemaal hoger dan zijn wervel, wat hoger is dan bij elke andere bekende troödontide. Bij Gobivenator ligt die verhouding lager. De eerste chevron heeft anderhalfmaal de hoogte. Van de zesde wervel af worden de chevrons korter dan breed in zijaanzicht en nemen een sledevorm aan met een scherpe naar voren gericht punt.
De buikribben of gastralia lopen achteraan door tot aan het beenschort van de schaambeenderen. De achterste gastralia eindigen aan hun buitenste uiteinde in een robuuste haakvormige punt, net als bij Gobivenator.
Bij het darmbeen heeft het voorblad een scherpe, licht gebogen, onderrand. Het schaambeen steekt vermoedelijk schuin naar voren uit, voor troödontiden een afgeleid kenmerk. Het is 56% langer dan het zitbeen. Het is bovenaan staafvormig een heeft een lengtegroeve aan de binnenzijde. De schacht is recht en mist een bult op de buitenste buitenzijde. Het beenschort tussen de schaambeenderen is vrij kort en beslaat slechts de onderste 40% van de schachten. Het schaambeen eindigt onderaan in een driehoekige "voet" die meer naar voren dan naar achteren uitsteekt, een afgeleid kenmerk. Het zitbeen is relatief lang, net als bij Gobivenator. De takken naar het schaambeen en het darmbeen zijn gescheiden door een kleine inkeping die groter is bij Gobivenator. De processus obturatorius, het uitsteeksel op de voorrand, ligt op een derde van de schachtlengte van de bovenkant af; bij Gobivenator is dat de helft. Almas deelt met Gobivenator het verder unieke kenmerk van het bezit van een stekelvormig uitsteeksel naar beneden wijzend van de voorrand van de processus obturatorius uit. Het is bij Almas wel groter. Het uitsteeksel is smal met evenwijdige randen, erg recht en tamelijk kort.

## Fylogenie
Almas werd in 2017 in de Troodontidae geplaatst. Sommige kenmerken zijn typisch troödontide. Het traanbeen heeft een uitstekende "hoorn" boven de oogkas. De voorste tak van het traanbeen is aanzienlijk langer dan de achterste tak. Er staan talrijke tanden in het bovenkaaksbeen en het dentarium van de onderkaak, waarbij de voorste tanden dicht opeen staan. Bij het squamosum is de buitenwand ingesprongen. De voet is volledig arctometatarsaal.
In 2017 werd geen exacte kladistische analyse uitgevoerd maar wel aangekondigd. Eerdere analyses die een positie in de Jinfengopteryginae toonden, zouden verouderd zijn in het licht van de nieuwe beschrijving.